# Draaihals
De draaihals (Jynx torquilla) is een vogel uit de familie van de spechten (Picidae). De wetenschappelijke naam van de soort werd in 1758 gepubliceerd door Carl Linnaeus in Systema naturae.

## Kenmerken
De draaihals is een vogel met een teruggetrokken manier van leven. De vogel heeft een uitstekende schutkleur van bruine, zwarte en grijzige strepen in het patroon van boomschors. De onderzijde is lichter van kleur en getekend met dunne dwarsstrepen. Over de ogen loopt een donkere streep. De rechte snavel heeft een scherpe punt. De vogel heeft korte poten met relatief lange tenen voor een betere houvast op boomschors.
Zijn tong is lang en kleverig. Slangachtig kan hij zijn hals strekken en zijn kop zelfs 180 graden draaien in elke richting. De lichaamslengte bedraagt 16 cm en het gewicht 30 tot 45 gram.

## Leefwijze
Het voedsel van de draaihals bestaat uit larven en poppen van mieren, die hij met zijn kleverige tong uit opengebroken mierenhopen haalt. Hij zit vaak op de grond of op een horizontale tak en wordt daarom vaak over het hoofd gezien.
- Een foeragerende draaihals

## Voortplanting
Een legsel bevat vier tot zes eieren, soms twee of zeven, maar maximaal tien. Het nest wordt gemaakt in vermolmde loofbomen.

## Verspreiding en leefgebied
Hij broedt in een groot deel van Europa, Noordwest-Afrika en in Azië tot China en Japan. Hij is de enige trekvogel onder de spechten en overwintert in tropisch Afrika, Zuid- en Zuidoost-Azië en het zuiden van Japan.
Er worden zes ondersoorten onderscheiden:
- J. t. torquilla: van westelijk Europa tot Bulgarije en de Kaukasus.
- J. t. sarudnyi: westelijk Siberië.
- J. t. chinensis: oostelijk Siberië en noordoostelijk en centraal China.
- J. t. himalayana: noordelijk Pakistan en de noordwestelijke Himalaya.
- J. t. tschusii: zuidelijk Europa.
- J. t. mauretanica: noordwestelijk Afrika.

### Voorkomen in Nederland en België
De draaihals is een zeer schaarse broedvogel die vooral broedt op de Veluwe en nog wat andere plaatsen in Nederland waar bos op zandgronden groeit. Het aantal broedparen rond het jaar 2000 was hoogstens 65, maar vanaf 2010 is het aantal broedparen weer toegenomen tot 110-140 in 2020. Als trekvogel wordt de draaihals in kleine aantallen waargenomen, vooral tijdens de voorjaarstrek in april en mei, maar er zijn ook vaak waarnemingen in de nazomer. Er zijn (meestal indirecte) aanwijzingen dat de draaihals in de 20ste eeuw drastisch in aantal is achteruitgegaan. Daarom staat de vogel als ernstig bedreigd op de Nederlandse rode lijst en de Vlaamse rode lijst.

## Status
De totale populatie is in 2015 geschat op 3,0 tot 7,2 miljoen volwassen individuen. Omdat de vogel voorkomt over een groot gebied, is het internationaal gezien geen bedreigde diersoort en daarom staat hij als niet bedreigd op de IUCN-lijst.